# Leaving on a Jet Plane
Leaving on a Jet Plane è una canzone scritta da John Denver nel 1966 e resa famosa dalla versione registrata dal gruppo Peter, Paul and Mary. Il brano si intitolata originariamente Oh babe I Hate To Go, ma il produttore di Denver, Milt Okun, lo convinse a cambiare il titolo. La canzone venne inizialmente registrata nel 1967 dal gruppo folk Chad Mitchell Trio, e successivamente nello stesso anno da un altro gruppo statunitense: gli Spanky and Our Gang.

La prima versione di Peter, Paul and Mary apparve nel loro disco Album 1700, pubblicato nel 1967; tuttavia, il brano non venne notato finché non fu pubblicato come singolo due anni dopo. Divenne il loro più grande (e definitivo) successo, entrando nella classifica della Billboard Hot 100 negli Stati Uniti.
Poiché la canzone salì prima in classifica proprio durante il culmine della guerra del Vietnam, molte persone pensarono erroneamente che il testo ritraesse un soldato mentre diceva addio alla sua amata, in quanto costretto a partire per andare in guerra. In realtà, Denver scrisse il testo come un lamento che descrive ciò che sente un musicista quando deve dire addio alla sua amata per prendere la strada per il successo. Dunque, anche se i sentimenti espressi potrebbero essere appropriati, Leaving on a Jet Plane non ha nulla a che vedere con il Vietnam.